# ブッティリエーラ・アルタ
ブッティリエーラ・アルタ（伊: Buttigliera Alta）は、イタリア共和国ピエモンテ州トリノ県にある、人口約6,300人の基礎自治体（コムーネ）。

## 地理

### 位置・広がり

#### 隣接コムーネ
隣接するコムーネは以下の通り。
- アヴィリアーナ
- カゼレッテ
- レアーノ
- ロスタ

## 姉妹都市
- Jougne、フランス